# Ecolalia

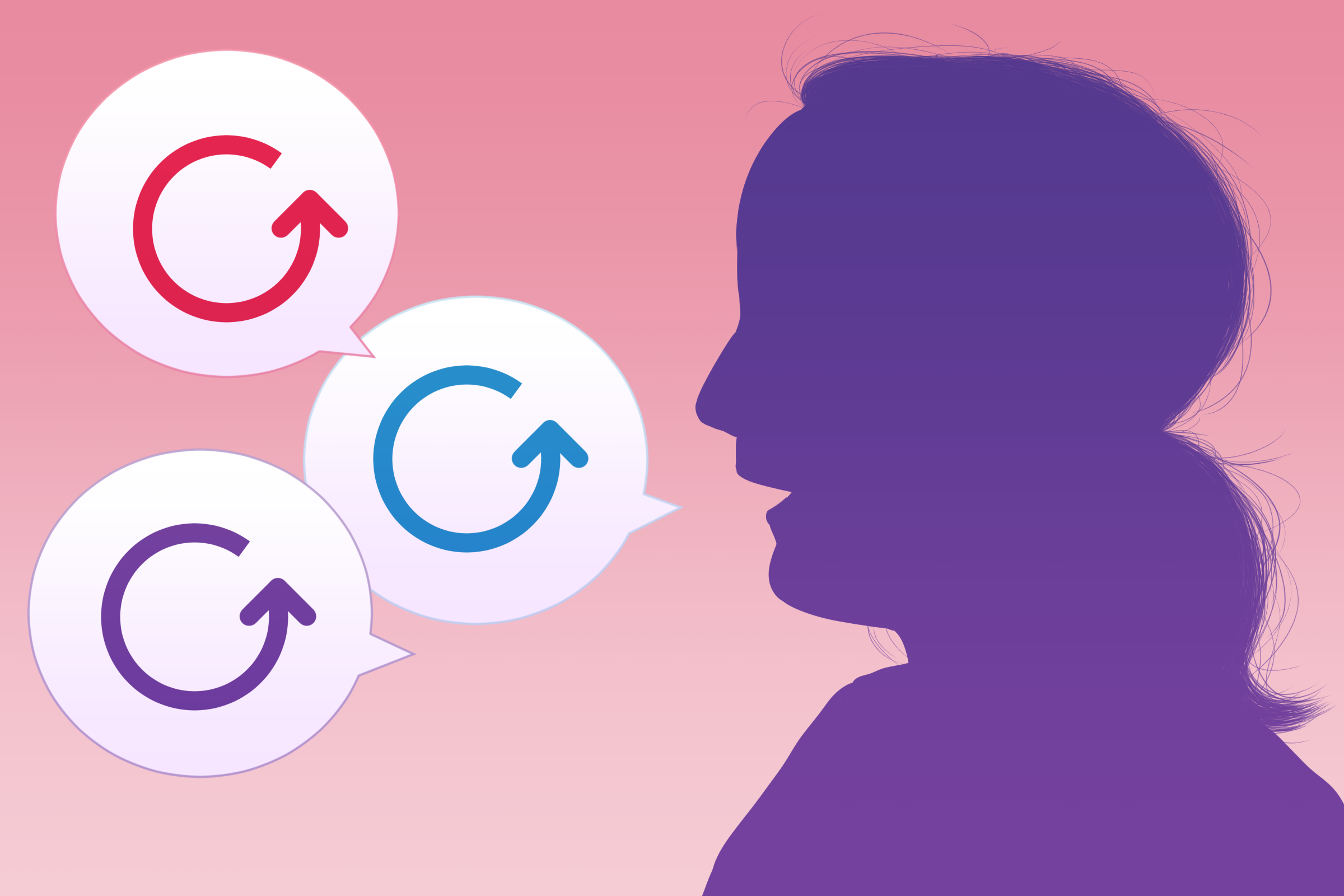
Repetição? Repetição. Repetição!

Ecolalia (do grego echo+laliá, repetir fala) é um transtorno da linguagem caracterizado pela fala repetitiva. As crianças pequenas, aprendendo a falar e escrever, naturalmente repetem (eco) o mesmo som(lalia) várias vezes.

## Causas
É um sintoma comum em pacientes com perturbação de Gilles de la Tourette, esquizofrenia, principalmente catatonia, afasia e diversas demências.
A maioria das pessoas do espectro autista também apresentam ecolalia, parecido com o das crianças em fase de crescimento. Essa ecolalia não ajuda no desenvolvimento da linguagem do autista.
Segundo o livro "Einstein: sua Vida, Seu Universo", de Walter Isaacson, Albert Einstein tinha um nível leve de ecolalia que o levava a repetir frases para si .